# Cultura yope
La cultura yope o yopis fue un pueblo indígena que habitó en territorio del actual estado de Guerrero, en el sur de México. Tuvieron sus núcleos poblacionales más importantes en dos áreas distintas: La Montaña y la Costa. Los Yopes del norte, los de la Montaña, tenían su capital en Tlapa. Los del sur, tenían por capital a Yopitzingo. En la Costa Chica,  los asentamientos más importantes se encontraban en los actuales municipios de San Marcos y Ayutla, si bien el sitio arqueológico de Tehuacalco, descubierto en la primera década del siglo XXI, se encuentra en el municipio de Juan R. Escudero.

## Historia
El conocimiento que poseemos de los yopes se debe a escasas referencias e ilustraciones en el Lienzo I de Chiepetlán, en el Códice Tudela y en fray Bernardino de Sahagún (2000,Libro X, Cap. XXX, T II, p. 960-970). También se posee algunas inferencias derivadas del estudio de elementos asociados al denominativo yope y al estudio de las representaciones de ese grupo (véase Ortega 1941; Vié-Wohrer 2002).
Se cree que los yopes se asentaron en Guerrero antes de que emergieran las grandes culturas en el centro de México. 
Su importancia radica en que fue uno de los pocos señoríos que lograron mantenerse independientes a los tenochcas aztecas, ya que nunca pudieron ser sometidos, especialmente los del sur, quienes  repelieron y mantuvieron a los ejércitos aztecas fuera de su territorio. Los Yopes tenían reputación de valientes guerreros. Su habilidad para la guerra, especialmente en el uso del arco y la flecha, y lo escabroso del territorio montañoso donde habitaban, los convirtieron, de acuerdo a algunos historiadores, en una de las pocas fuerzas militares que los aztecas respetaban, convirtiéndose, hasta la llegada de los españoles, en el mayor problema en la frontera sur azteca.

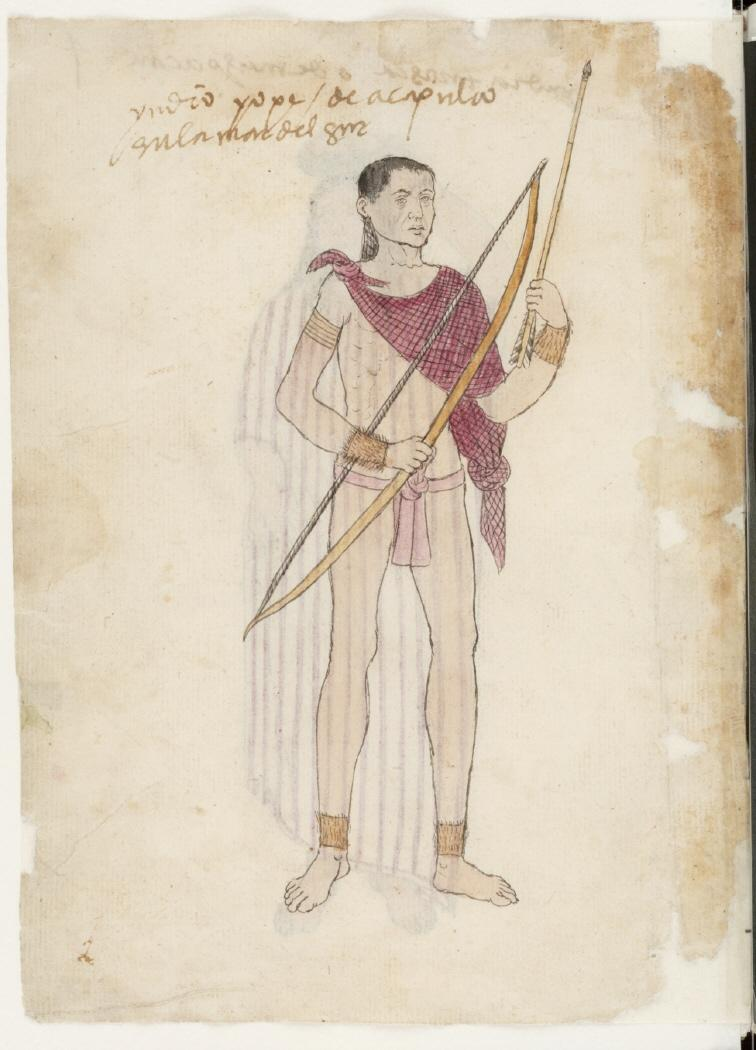
Códice Tudela: "Yndio Yope de Acapulco, en el mar del sur"

Fray Diego Durán expresa que a pesar de los constantes enfrentamientos, algunos señores yopes eran en ocasiones invitados  a las festividades religiosas de los mexicas, siendo bien recibidos por los emperadores aztecas.
Sabemos que los yopes son un grupo que se desgaja desde la ancestral rama Tlapaneca de la región de la montaña hacia la Costa Chica, a principios del segundo milenio de nuestra era, ocupando en primer lugar los municipios de San Luis Acatlán, para ir recorriéndose hacia el poniente hasta poseer su principal ocupación en los actuales municipios de Ayutla y San Marcos. 
Con el inicio de las pugnas étnicas en el estado, se logró una gran expansión de los Yopes, hasta llegar a ocupar el municipio de Chilpancingo y formar el reino de Yopitzingo. Con las guerras de los estados expansionistas, tarascos y mexicas, Yopitzingo logró mantenerse autónomo y no sólo soportar el embate de los mexicas: los yopes comenzaron a avanzar al norte, logrando derrotar las guarniciones mexicas (Barlow 1992).
En la relación geográfica homónima, al pueblo de Tzumpango se le señalaba como frontera de la provincia de los Yopes (Acuña 1986: 198). Barlow (1990: 92) también estima que existían guarniciones contra los Yopes en las afueras de Chiepetlán y Ayutla, así como otra en guarnición en Tultepec (Vié-Wohrer: 2002: 538). A expensas de una delimitación más precisa del territorio de Yopitzingo (Vélez 2004), es notorio que existe gran cantidad de garitas desplegadas en torno a los Yopes, quedando la recién aperturada al público zona arqueológica de Tehuacalco dentro del área yope (Pérez Negrete 2008).
Tras la conquista, los yopes fueron flagelados por las enfermedades. Nunca pudieron ser aculturizados totalmente, generando una gran rebelión en 1531 desde el poblado de Cuautepec, que ocasiónó inestabilidad en la región de la Costa Chica y el abandono de poblados. La rebelión yope fue aplastada por un contingente armado de la Corona española, acabando casi por completo con los indígenas rebeldes. Los yopes que sobrevivieron se internaron en las serranías, hasta desaparecer como grupo cultural (Vié-Wohrer 2002).
A principios del siglo XIX, los tlapanecos al igual que otros de los sobrevivientes de la culture Yope se unieron a los insurgentes durante la guerra de la independencia.

## La naturaleza de los yopes
Sabemos que era un grupo semisedentario, sin un centro rector. En la representación en el Códice Tudela,  se les  asocia una coa y un hacha de metal. Vié-Wohrer (2002) considera que los yopes conocían la agricultura y la metalurgia. Fray Diego Durán también hace referencia al conocimiento de éstas por parte de los Yopes en su libro "Historia Antigua de la Nueva España". 
Sahagún presenta una contradicción, en un aparte señala que los “Yopimes y Tlappanecas” son “ricos” y "hablan lengua diferente a la de México", mientras que después señala que estos   eran  llamados  (i.e. por algunos mexicas, sus enemigos)  “gente bárbara" ("tenime"= "hablante de lenguas bárbaras") y los describían como   "muy rudos" ("pinotl-chochon" = "rudo-rudo"), añadiendo además que "son muy inhábiles y toscos, y eran peores que los otomíes” (Sahagún Ibid).
A continuación se presentan las glosas del Códice Tudela, en paleografía por cortesía de Samuel Villela, investigador del INAH, con la versión integra del siglo XVI:
"Estos yopes son valientes hombres de un arco y flecha, y en tierras ásperas y calientes. Son las mujeres muy blancas y ellos prietos… morenos.
andan desnudos y las indias, mientras
son doncellas, andas descubiertas todas
y después de casadas cubren sus partes
con unas palmas, y ellos con cueros de
venado. Son grandes cazadores y a los
niños, que son ya de siete años arriba,
les dan sus padres un arco y flechas y
que busquen de comer y si no traen a la
noche venado o conejo o avez les 
azotan o no les dan de comer.
Los yopes, que es una nación de indios de esta tierra, se
circuncidaban, y preguntados el por qué, decían que no 
sabían más que de sus antepasados lo hacían. La pintura 
de atrás es la manera de casarse que tenían los indios 
Yopes de esta Nueva España, y es que cuando algún indio 
les parecía que tenía edad para que se casara, decía a sus padres 
que le pidiesen tal india, y ellos iban a los padres y se la 
pedían y los padres de ella llamaban al desposado y le ponían 
delante una hacha y una coa y un meca pal y le decían: que 
si quería para trabajar y usar de aquellos menesteres, el 
decía que sí, y luego le daban mujer y si, a cabo de un año o
dos o dos meses, se hartaba de la mujer, se hacía perezoso,
y visto por los suegros lo echaban de la casa y él buscaba
otra; y no por esto perdía la india otro casamiento…"

## Arquitectura
El complejo prehispánico de 80 hectáreas, 12 de ellos área monumental, está enclavado en el ejido Carrizal de la Vía, entre las estructuras monumentales destacan el Juego de Pelota, que mide 37,8 metros de longitud, y la pirámide denominada La Incinera, con altura de 20 metros, sede de rituales relacionados con el culto al Sol al agua, y de medición del tiempo, que eran realizados por sacerdotes y gobernantes.
Los yopes fueron destacados ingenieros que desarrollaron un tipo de construcción de piedras de  laja las cuales colocadas de manera vertical y horizontal con relleno de  arcilla e permitía que las estructuras y los muros tuvieran movilidad en caso de temblores, muy frecuentes en la región.

## Astronomía
Entre los petrograbados destaca la piedra de los pies pintados la cual muestra huellas humanas labradas sobre una gran roca, o un petroglifo que consta de varios círculos grabados que al parecer usaban para contabilizar sus ciclos lunares.
El  estudio y el culto del sol fue de particular importancia para la cultura Yope,  por lo cual construyeron estructuras para marcar los días más importantes del año solar como el equinoccio y solsticio.

## Religión
La proyección del Templo La Incinera su mayor a proyección se realiza hacia el Cerro de la Compuerta, lo cual demuestra el gran valor que poseían para los habitantes de Tehuacalco los rituales a los cerros, considerados como sagrados, vinculados además al culto del agua. En el caso del Cerro de la Compuerta, se convierte en el marcador principal de equinoccio: están orientadas varias estructuras de Tehuacalco hacia esa topoforma, representando un claro culto solar.
El juego de pelota era una estructura que se asocia a ceremonias y rituales que representaban la lucha cósmica entre fuerzas contrarias: luz-oscuridad, fuego-agua, etcétera, las cuales se complementan mutuamente. En cuevas aledañas se han localizado diversas ofrendas en su interior usadas para depositar alimentos a sus dioses.
Su deidad era Xipe Tótec, que sería  después también adoptada y adaptada por los aztecas, quienes lo identificaban con el "Tezcatlipoca Rojo", el cual era originalmente adorado por "aquellos que vivían a la orilla del mar", en las costas del Pacífico,  desde las costas de Jalisco hasta las de Oaxaca, siendo deidad de los Yopes, Nahuas del sur, Mixtecos y Zapotecos.